# Paris Saint-Germain HB

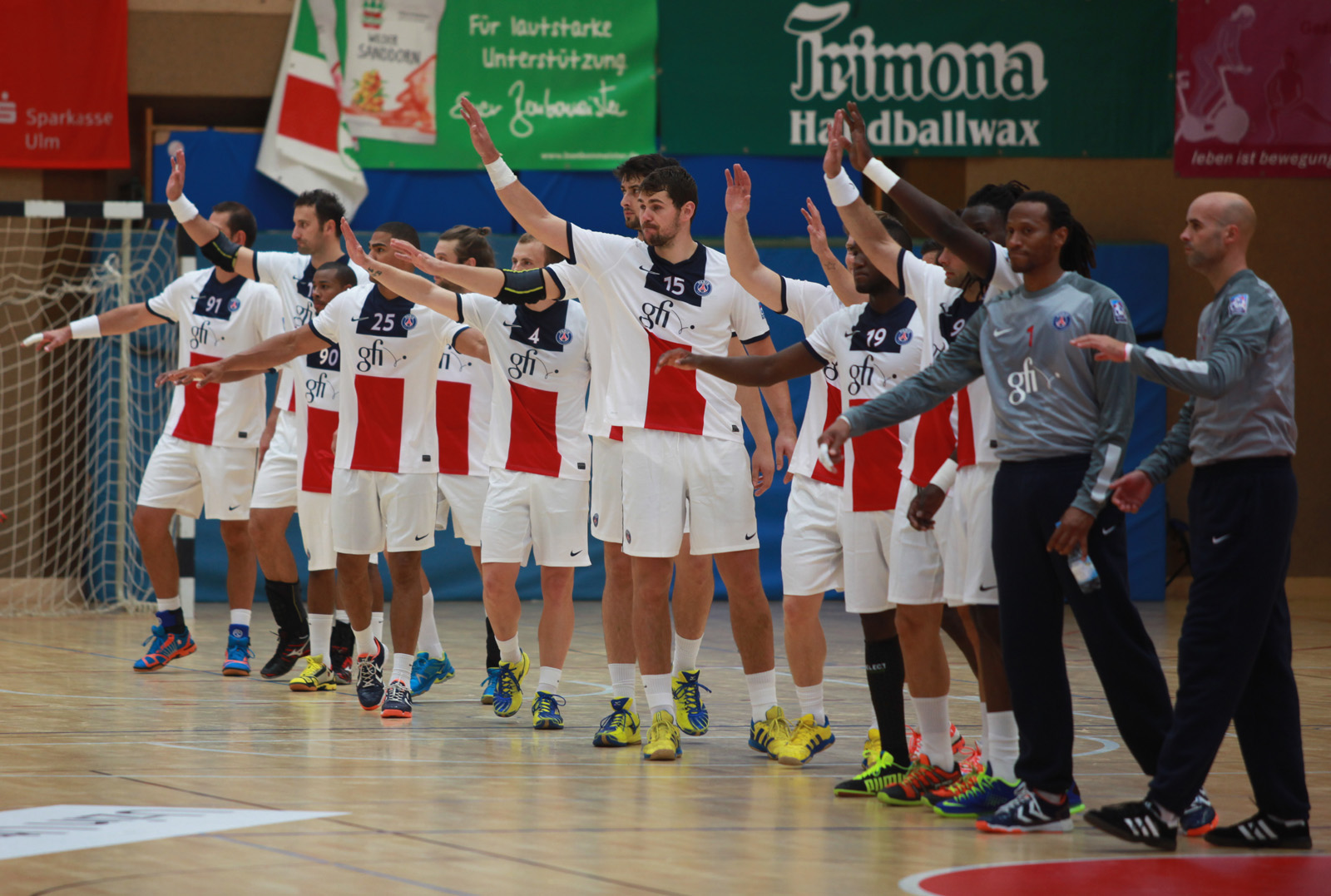
Paris Saint-Germain Handball i augusti 2013.

Paris Saint-Germain Handball (även kallat "PSG"), grundad som Asnières Sports 1941, är en handbollsklubb från Paris i Frankrike. Klubbens herrlag spelar i LNH Division 1 och har Stade Pierre de Coubertin (Halle Georges Carpentier vid Champions League-matcher) som sin hemmaarena.
Laget har vunnit den franska ligan 11 gånger, senast 2023/24. De har även vunnit franska cupen 6 gånger, senast 2021/22. De är det enda laget någonsin som har tagit full poängpott under en säsong i franska ligan, vilket de gjorde 2021/22 med 30 vinster på 30 matcher.

## Historia

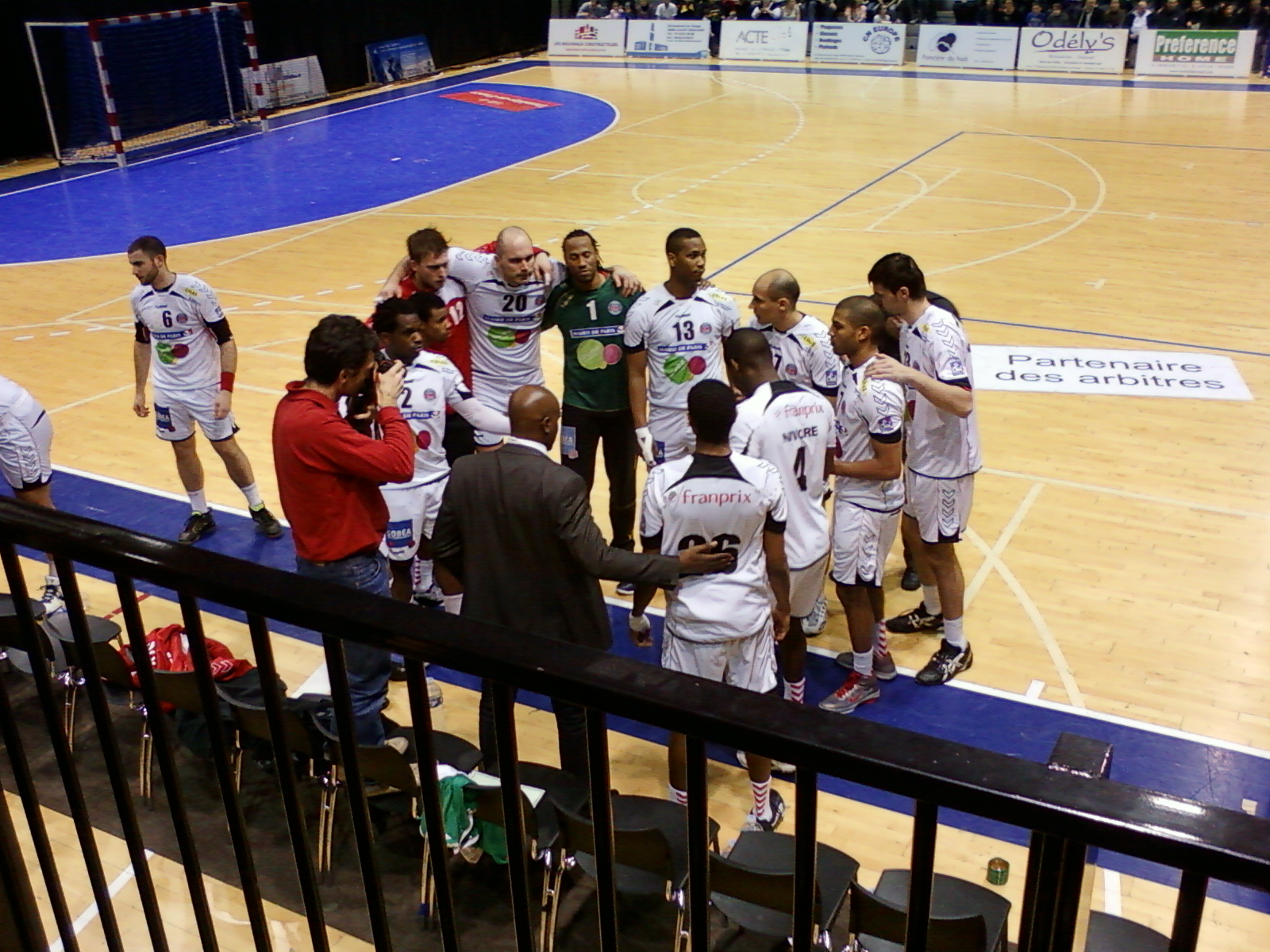
Paris Handball i februari 2011.

### 2012/2013
Inför säsongen 2012/2013 togs laget över av Qatar Sports Investments, samma aktör som tog över PSG:s fotbollssektion ett år tidigare. Den nya ägaren pumpade direkt in pengar i klubben och låg bakom storvärvningar såsom de franska hemmafavoriterna Luc Abalo och Didier Dinart. Man värvade också bland andra Mladen Bojinović och Samuel Honrubia från Montpellier AHB samt världens då främste spelare Mikkel Hansen på fri transfer från spillrorna efter AG Københavns konkurs.

## Spelartrupp 2022/2023
| Nr | Land          | Pos | Namn               |
| -- | ------------- | --- | ------------------ |
| 12 | Sverige       | MV  | Andreas Palicka    |
| 16 | Danmark       | MV  | Jannick Green      |
|    | Serbien       | V9  | Petar Nenadić      |
| 6  | Nederländerna | M9  | Luc Steins         |
| 7  | Frankrike     | M9  | Sadou Ntanzi       |
| 9  | Frankrike     | V6  | Adama Keïta        |
| 10 | Lettland      | H9  | Dainis Kristopans  |
| 14 | Spanien       | H6  | Ferran Solé        |
| 15 | Danmark       | M6  | Henrik Toft Hansen |

| Nr | Land      | Pos | Namn             |
| -- | --------- | --- | ---------------- |
| 19 | Spanien   | H6  | David Balaguer   |
| 20 | Frankrike | V6  | Mathieu Grebille |
| 21 | Polen     | M6  | Kamil Syprzak    |
| 22 | Frankrike | M6  | Luka Karabatić   |
| 23 | Ungern    | H9  | Dominik Máthé    |
| 28 | Frankrike | V9  | Yoann Gibelin    |
| 44 | Frankrike | M9  | Nikola Karabatić |
| 71 | Frankrike | V9  | Elohim Prandi    |

## Kända spelare i urval
- Andreas Palicka (2022–)
- Luc Abalo (2012–2020)
- Mladen Bojinović (2012–2015)
- Patrick Cazal (1989–1994)
- Gábor Császár (2013–2015)
- Kim Ekdahl Du Rietz (2018–2020)
- Uwe Gensheimer (2016–2019)
- Mikkel Hansen (2012–2022)
- Nikola Karabatić (2015–)
- Marko Kopljar (2012–2015)
- Bruno Martini (2003–2005)
- Daniel Narcisse (2013–2018)
- Jesper Nielsen (2016–2018)
- Thierry Omeyer (2014–2019)
- Nenad Peruničić (1993–1994)
- Jackson Richardson (1989–1991)
- Sander Sagosen (2017–2020)
- Guðjón Valur Sigurðsson (2019–2020)
- Cédric Sorhaindo (2004–2010)
- Igor Vori (2013–2016)